# Maurílio (futebolista)
Cléverson Maurílio Silva, mais conhecido como Maurílio (Brasília, 28 de dezembro de 1969), é um treinador e ex-futebolista brasileiro que atuava como atacante. Atualmente está no Crateús Esporte Clube.

## Biografia

### Jogador
Como jogador no estado do Ceará, Maurílio teve passagens de sucesso tanto no Ceará como no Fortaleza. 
Como jogador, Maurílio passou por mais de 20 clubes na carreira. Além da época de Palmeiras - quando foi bicampeão Brasileiro na década de 90 -, teve também elevado destaque nacional quando atuou pelo Juventude, conquistando o título da Copa do Brasil em 1999.
Pelo Paraná Clube, foi Campeão Paranaense em 1991 e 1995, e conquistou também a Série B de 1992.
No futebol internacional, Maurílio jogou no Vitória de Guimarães, de Portugal, e no Logroñés, da Espanha. E na Arábia Saudita, em 2002, foi campeão e artilheiro pelo Al-Ittihad com 14 gols.
Abandonou os gramados em 2009 e assumiu a carreira de técnico após concluir o curso de preparação de treinadores reconhecido pelo CREF-SP, o Conselho Regional de Educação Física de São Paulo.

### Treinador
Maurílio já foi treinado por grandes profissionais. Otacílio Gonçalves, ex-técnico do Paraná Clube e que o levou para o Palmeiras no início da parceria com a Parmalat, e Vanderlei Luxemburgo, super-campeão pelo Palmeiras e que depois o levou de volta ao Paraná, foram as suas duas primeiras grandes referências.
Iniciou a carreira como treinador em 2010, comandado o Maranguape no Campeonato Cearense, tendo como auxiliar o ex-goleiro Maizena, outro ídolo do Fortaleza. O desempenho não foi dos melhores: o time acabou rebaixado para a Série B Estadual.
No Ferrão, estava sendo a primeira oportunidade de Maurílio, comandando uma equipe de torcida e tradição no futebol brasileiro. A Taça Fares Lopes, iniciada em agosto, foi o desafio inicial.
Em 2011, a diretoria do Boa Viagem Esporte Clube, não mediu esforços, com rapidez confirmou a contratação do novo Técnico, Trata-se de Maurilio, atuou pelos principais time do futebol cearense, além de clubes importantes a nível nacional, principais títulos: Copa do Brasil pelo Juventude, Campeão Brasileiro e Paulista no Palmeiras e Campeonato Brasileiro Série B vestindo as cores do Paraná Clube, na sua carreira vestiu camisas de vários clubes, ficando conhecido, como andarilho da bola, e atualmente segue a carreira como Treinador, vem com objetivo expresso de juntamente com sua equipe conseguir o acesso do Boa Viagem para elite do futebol cearense.
Em 2012, acertou como o Crateús-CE e o Vitória-PE. no ano de 2013, assumiu o Alecrim e nesse ano, retornou ao comando do Vitória-PE, levando essa equipe a primeira divisão de Pernambuco. para 2014, assumiu o comando do Guarani de Juazeiro e nesse ano assumiu o comando do Tiradentes, Guarany de Sobral e América do Recife.
No ano de 2015, comandou o Atlético Cearense, na segunda divisão Cearense e em junho do mesmo ano, agora comanda o Icasa.
Assumiu o Uniclinic para o Cearense 2016. No ano de 2016, assumiu o ASA.
Em abril de 2018, assume o Ferroviário e comanda o clube em toda a primeira fase da Série D.
Em fevereiro de 2019, assume o Altos no Campeonato Piauiense.
Em fevereiro de 2021, foi contratado pelo Paraná Clube para comando o time. Depois de 22 partidas, com 6 vitórias, 5 empates e 11 derrotas, foi demitido no dia 20 de julho de 2021.

## Títulos

### Como jogador
Paraná Clube
- Campeonato Paranaense: 1991 e 1995
- Campeonato Brasileiro - Série B: 1992

Palmeiras
- Campeonato Brasileiro: 1993[14] e 1994[1][15]
- Campeonato Paulista - 1993[16] 1994[17]
- Torneio Rio-São Paulo: 1993

Juventude
- Copa do Brasil: 1999[18]

Al-Ittihad
- Campeonato Saudita de Futebol: 2003

Remo
- Campeonato Brasileiro - Série C: 2005

### Como treinador
Vitória-PE
- Campeonato Pernambucano - Série A2: 2013

ASA
- Copa Alagoas: 2020